# Hemerobius fossilis
Hemerobius fossilis là một loài côn trùng trong họ Hemerobiidae thuộc bộ Neuroptera. Loài này được Weyenbergh miêu tả năm 1869.